# Битва за Покровськ
Битва за Покровськ почалися в липні 2024 року в ході наступу Збройних Сил РФ у Донецькій області у рамках вторгнення Росії в Україну.

## Передумови
Покровськ є ключовим логістичним вузлом для оборони Донецької області. Місто розташоване на трасі T0504, яка з'єднує кілька стратегічно важливих міст. Втрата Покровська ускладнить українські логістичні ланцюги в Донецькій області та полегшить Росії захоплення всього регіону.
Після падіння Авдіївки у лютому 2024 року та прориву в Очеретино навесні, російські війська наступали. Майже щотижня з 15 лютого, українські війська з різною інтенсивністю відступали в напрямку Покровська. Одним із таких складних моментів була заміна 3-ї штурмової, яка стояла в районі Орлівки та Семенівки (біля Авдіївки), на 68 окрему єгерську бригаду. Тоді росіяни скористалися моментом ротації підрозділів і вдало атакували. Росіяни просунулися вздовж залізниці Покровськ-Бахмут і захопили село Прогрес разом із його залізничною станцією, що ускладнило ситуацію для українських сил на цьому напрямку.
Після цього російські війська обійшли позиції українських сил, що обороняли сусідні ділянки фронту, і вийшли їм у тил, змусивши залишити позиції. Українські сили провели контратаки за підтримки танків, але не змогли зупинити наступ російських військ. В результаті просування російських військ у бік Покровська становило кілька кілометрів. За інформацією OSINT-каналу Deep State, російські війська зайняли села Веселе та Тимофіївка.

## Перебіг подій
За даними Інституту вивчення війни, геолоковані кадри, опубліковані 14 і 15 серпня, свідчать про те, що російські війська просунулися в районі Гродівки на схід від Покровська, а також в районі Желаного, Миколаївки та Орлівки, розташованих на південний схід від Покровська. За оцінкою ISW, російські війська зайняли Орлівку та Желанне.
19 серпня Washington Post написав, що аналіз даних з відкритих джерел показував просування російських військ до сіл Червоний Яр, Гродівка та міста Новогродівка, які розташовані на схід від Покровська. Генштаб ЗСУ повідомив, що навколо Покровська йдуть важкі бойові зіткнення, в ході яких ЗС РФ провели 45 атак. Місцева влада через швидке просування ЗС РФ оголосила евакуацію населення з Покровська.
За даними OSINT-проєкту Deep State, з 20 серпня російські війська зайняли три села поблизу Покровська. Майкл Кофман, старший науковий співробітник Фонду Карнегі, повідомляв, що Покровськ тепер знаходиться в зоні досяжності російської артилерії. Фінська аналітична група Black Bird Group зазначала, що російські війська наблизилися до останнього рубежу оборони міста.
22 серпня ЗС РФ розпочали штурм міста Новогродівки. Крім цього, російські війська намагалися обійти Новогродівку зі східного флангу.
За інформацією Meduza від 23 серпня, ЗС РФ несподівано змінили напрям основного удару з Покровська на південь — у бік міст Курахове та Селідове, через які постачається Вугледар, райони Мар'їнки та Красногорівки.
27 серпня Інститут вивчення війни підтвердив значні тактичні успіхи РФ: просування ЗС РФ більш ніж на 2 км на північний захід від міста Новогродівка, що свідчить про утримання центру міста. Геолокаційні кадри також підтверджували просування ЗС РФ у південно-східній частині. Це послабило гарнізон ЗСУ, який обороняє Вугледар. Почалися бої за Селидове.
28 серпня, за даними російських військових блогерів, під час боїв за Селидове ЗС РФ взяли під контроль трасу Покровськ — Курахове, яка є однією з головних логістичних магістралей Донецької області. Видання Дзеркало тижня написало, що за два попередні тижні з Покровського напрямку вивели 47-му бригаду «Магура», яка була тут одним із найважливіших складників стабілізації оборони. Натомість, сюди відправили недавно сформовану 151-шу механізовану бригаду і кілька підрозділів ТрО.
29 серпня повідомлялося, що Головнокомандувач ЗСУ Олександр Сирський відвідав Покровський напрямок і кілька днів працював із бригадами, які тримали там оборону. Він відзначив 25-ту повітрянодесантну, 68-му єгерську та 151-шу механізовану бригади.
Протягом жовтня-грудня російська армія значно просунулась захопивши десятки населених пунктів, впритул підійшовши до міста.
На січень 2025 року російська армія суттєво просунулася південніше міста. Віктор Трегубов, із оперативно-стратегічного угруповання військ «Хортиця» вважав, що обхід Покровська швидше націлений на перерізання маршрутів логістики ЗСУ, а не на прорив у бік Дніпра. Тієї ж думки був австрійський військовий історик, полковник Маркус Райснер.

## Оцінки
За оцінкою Associated Press на серпень 2024 року, в обороні Покровська бере участь велика кількість слабо навчених новобранців. За словами комбата з 47 ОМБр ЗСУ, деякі бійці, які нещодавно прибули, відмовляються відкривати вогонь по бійцям ЗС РФ. Анонімні командири інших підрозділів кажуть, що новобранці є причиною територіальних придбань Росії, у тому числі біля Покровська.
Проблемами оборони Покровська на грудень 2024 року називали систематичні повторення минулих помилок в управлінні військами вищим командуванням.